# 린 레드그레이브
린 레드그레이브(영어: Lynn Redgrave, OBE, 1943년 5월 8일 ~ 2010년 5월 2일)는 영국에서 태어난 배우이다.

## 출연 작품
- 조지 걸
- 처녀군인들
- 갓 앤 몬스터

## 서훈
- 2002년 대영 제국 훈장 4등급(OBE)[1]